# Vlist (gemeente)
| Gemeentegrenzen Wijkgrenzen Buurtgrenzen Autosnelweg Secundaire weg Spoorweg |  |  | ██ Geselecteerde gemeente ██ Bebouwd gebied ██ Bos of park ██ Binnenwater, rivier of kanaal |

Vlist en omgeving

Vlist (uitspraakⓘ) was van 1817 tot 2015 een gemeente in de Nederlandse provincie Zuid-Holland. De gemeente telde 9.750 inwoners (1 mei 2014, bron: CBS) en had een oppervlakte van 57,42 km² (waarvan 2,64 km² water).
De gemeente was vernoemd naar het riviertje de Vlist, dat stroomde op het grondgebied van de gemeente.
De gemeente Vlist werd ingesteld op 1 april 1817, toen Vlist werd afgesplitst van de gemeente Polsbroek. Op 1 januari 1985 was Vlist betrokken bij een gemeentelijke herindeling van gemeenten in de Krimpenerwaard, waarbij de gemeenten Haastrecht en Stolwijk aan Vlist toegevoegd werden. Op 1 januari 2015 werd de gemeente Vlist samengevoegd met de gemeenten Bergambacht, Nederlek, Ouderkerk en Schoonhoven tot de nieuwe gemeente Krimpenerwaard.

## Kernen
De gemeente Vlist bestond uit de volgende kernen:
- stad Haastrecht met de buurtschappen:
  - Beneden-Haastrecht
  - Boven-Haastrecht
  - Rozendaal
  - Stein
- dorp Stolwijk met de buurtschappen
  - 't Beijersche
  - Benedenheul
  - Benedenkerk
  - Bilwijk
  - Bovenkerk
  - Goudseweg
  - Koolwijk
  - Schoonouwen
- dorp Vlist met de buurtschap:
  - Bonrepas

Het gemeentehuis was gevestigd in Stolwijk.

## Topografie
Topografische gemeentekaart van Vlist (september 2014)

## Herindeling
De Gedeputeerde Staten hebben op 3 februari 2009 een commissie ingesteld die moet gaan onderzoeken hoe de gemeente Ouderkerk op kan gaan in een grotere gemeente. Het K5-samenwerkingsverband met de gemeenten Bergambacht, Nederlek, Ouderkerk en Schoonhoven was daarvoor de basis. Dit resulteerde in het Herindelingsadvies Krimpenerwaard van 10 november 2010 en het wetsbesluit op 19 juni 2014. Op 1 januari 2015 zijn de vijf gemeenten gefuseerd tot de nieuwe gemeente Krimpenerwaard.

## Politiek

### Gemeenteraad
De gemeenteraad van Vlist bestond uit 13 zetels. Hieronder staat de samenstelling van de gemeenteraad sinds 1990:
| Gemeenteraadszetels                 | Gemeenteraadszetels | Gemeenteraadszetels | Gemeenteraadszetels | Gemeenteraadszetels | Gemeenteraadszetels | Gemeenteraadszetels |
| Partij                              | 1990                | 1994                | 1998                | 2002                | 2006                | 2010                |
| ----------------------------------- | ------------------- | ------------------- | ------------------- | ------------------- | ------------------- | ------------------- |
| Vrije Kiesvereniging/Gemeentebelang | 4                   | 5                   | 4                   | 5                   | 4                   | 5                   |
| ChristenUnie/SGP                    | -                   | -                   | -                   | 2                   | 2                   | 3                   |
| CDA                                 | 4                   | 3                   | 3                   | 3                   | 3                   | 2                   |
| VVD                                 | 1                   | 2                   | 2                   | 2                   | 2                   | 2                   |
| PvdA                                | 2                   | 1                   | 2                   | 1                   | 2                   | 1                   |
| SGP/RPF                             | 2                   | 2                   | 2                   | -                   | -                   | -                   |
| Totaal                              | 13                  | 13                  | 13                  | 13                  | 13                  | 13                  |

### College
Het college van B&W werd gevormd door waarnemend burgemeester A.Z. Evenhuis-Meppelink (VVD) (van 2005 t/m 2014) en de wethouders L.F.M. Crouwers (VVD) en A.H. van Dorp (ChristenUnie/SGP).

## Aangrenzende gemeenten vóór 2015
| Aangrenzende gemeenten | Aangrenzende gemeenten | Aangrenzende gemeenten | Aangrenzende gemeenten | Aangrenzende gemeenten |
| ---------------------- | ---------------------- | ---------------------- | ---------------------- | ---------------------- |
| Gouda                  |                        | Bodegraven-Reeuwijk    |                        | Oudewater              |
|                        |                        |                        |                        |                        |
|                        | Lopik                  |                        |                        |                        |
|                        |                        |                        |                        |                        |
| Ouderkerk              |                        | Bergambacht            |                        | Schoonhoven            |

## Afbeeldingen

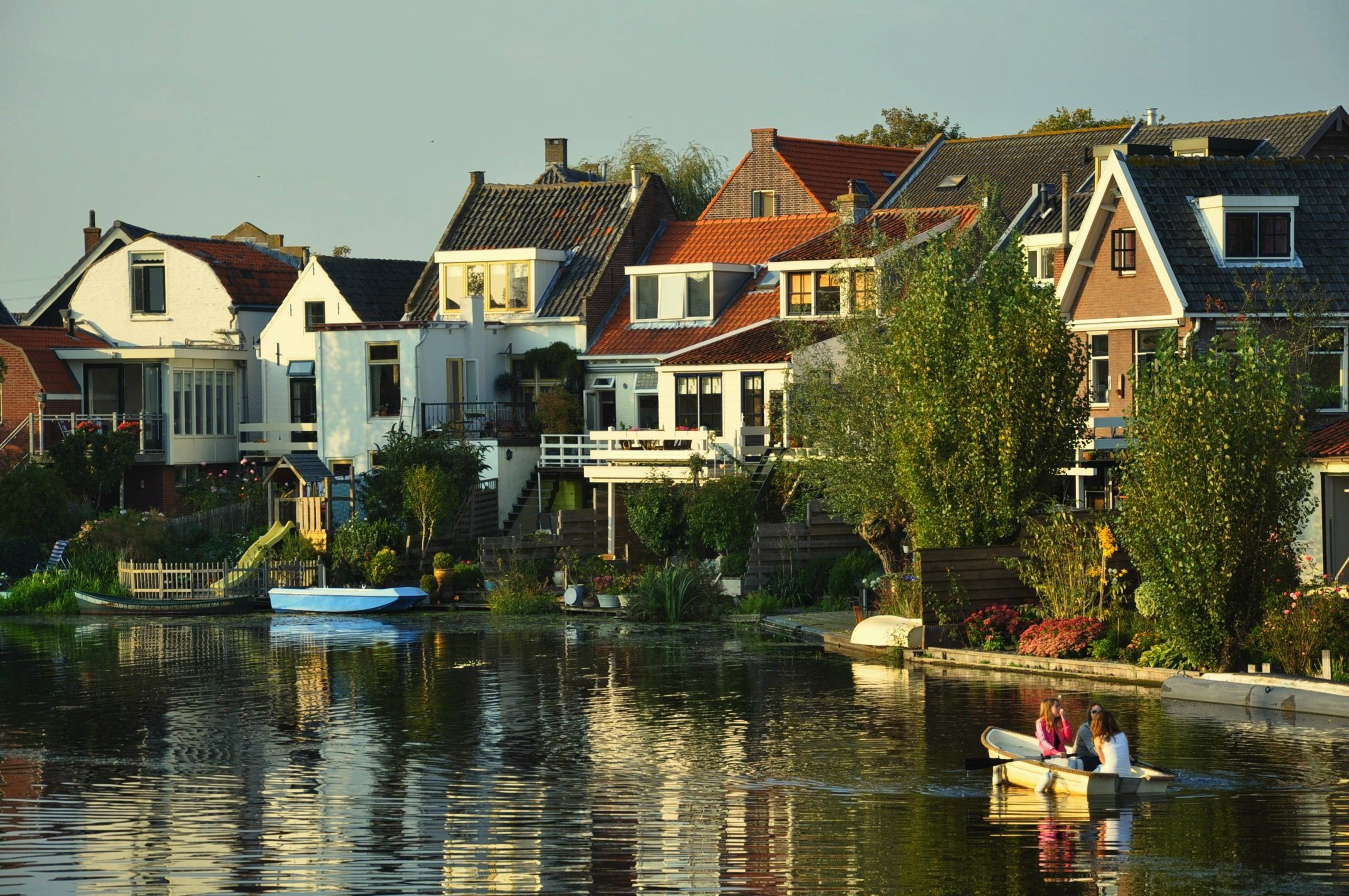
Haastrecht: zomeravond langs de Vlist
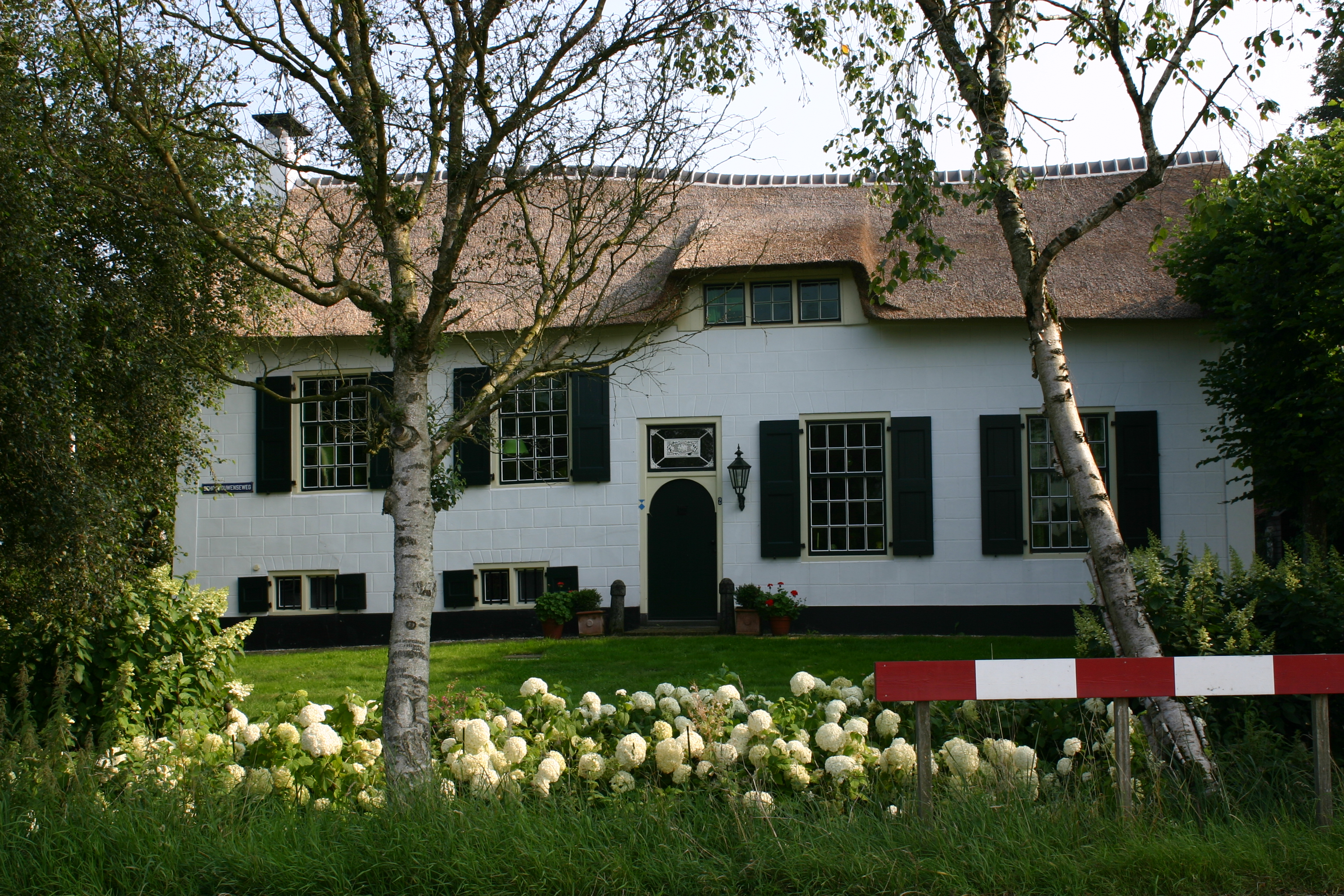
Stolwijk: monumentale boerderij
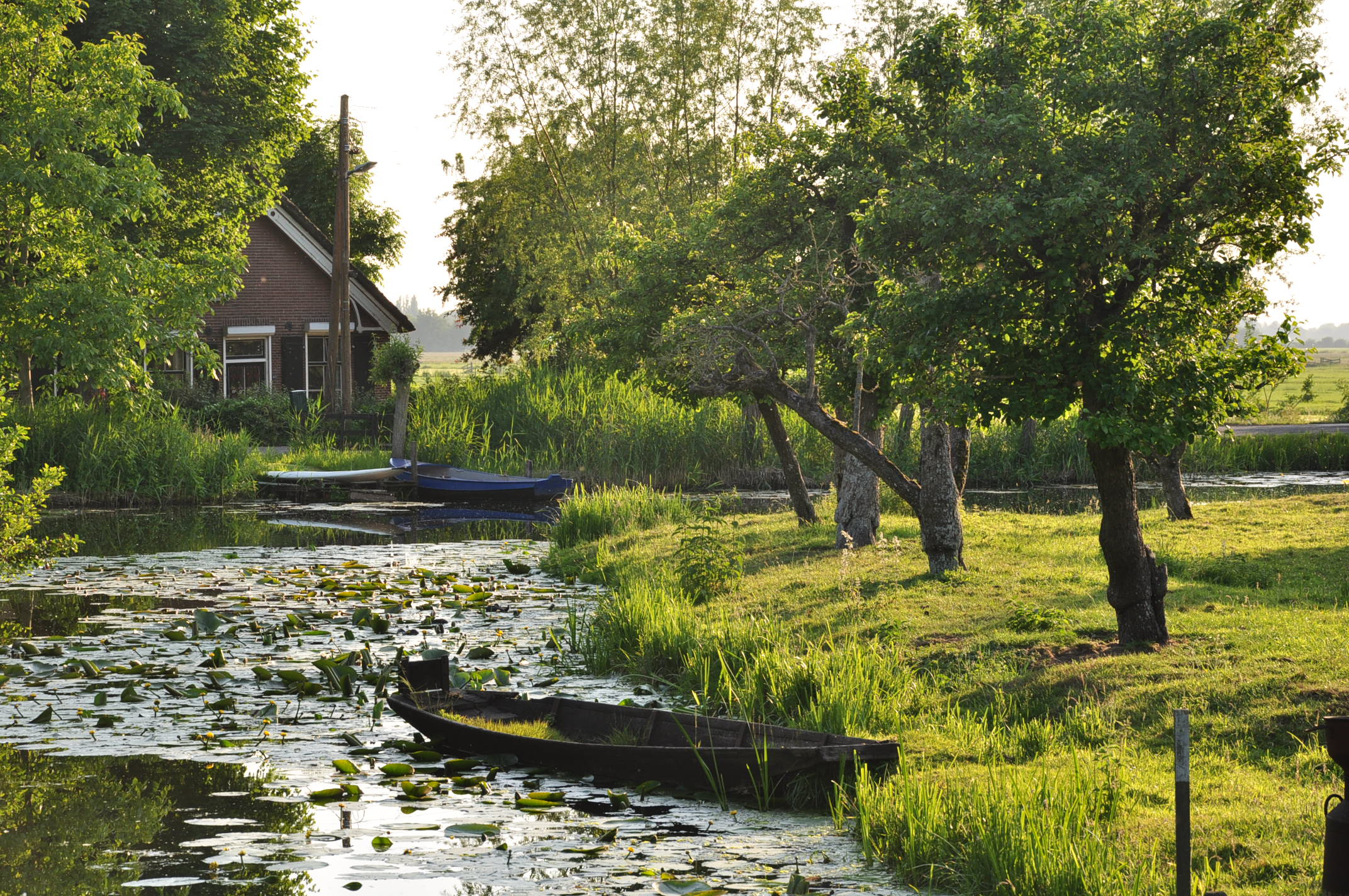
Vlist: tafereel langs rivier de Vlist.